# John Ancrum Winslow
Pour les articles homonymes, voir Winslow.
John Ancrum Winslow (19 novembre 1811 - 29 septembre 1873) est un contre-amiral de la marine des États-Unis.

## Jeunesse
Bien que né à Wilmington en Caroline du Nord, Winslow est un membre d'une vieille famille de la Nouvelle-Angleterre les Winslow, un descendant des Pères pèlerins du Mayflower Mary Chilton (en) et son mari John Winslow et du frère de ce dernier Edward Winslow. Un de ses cousins, Francis Winslow (I) (1818-1862) est commandant dans la Marine, mort de la fièvre jaune en 1862 alors qu'il commandait l'USS R. R. Cuyler lors de la guerre civile. John Ancrum Winslow fait ses études dans le Nord et devient un abolitionniste ardent.
Il entre dans la marine comme aspirant le 1er février 1827. Il obtient le grade de lieutenant le 9 février 1839. Au cours de la guerre américano-mexicaine, il prend part aux expéditions contre Tabasco, Tampico et Tuxpan, et il est présent lors de la chute de Veracruz. Pour sa bravoure au combat, il est félicité par le commodore Matthew Perry et reçoit le commandement de la goélette USS Union (en), qui avait été capturé à Tampico en novembre 1846.
Il est en poste sur le sloop USS Saratoga (en) dans le golfe du Mexique en 1848-1849, au Boston Navy Yard entre 1849-1850, et sur la frégate USS St. Lawrence (en) dans le Pacific Squadron, en 1851-1855. Il est promu commandant, le 14 septembre 1855.

## La guerre civile
Lors du déclenchement de la guerre de Sécession, Winslow sert à terre en tant que commandant du 2d Lighthouse District. Il décide de rester avec l'Union, probablement en raison de ses racines en Nouvelle-Angleterre, de ses vues antiesclavagistes, et de sa femme originaire de Boston. Après qu'Andrew Hull Foote ait relevé John Rodgers de son commandement de l’Escadre du fleuve Mississippi, il demande à Winslow de venir l’assister. À Cairo (Illinois), Winslow organise la préparation des hommes qui servent sur les canonnières en service sur le fleuve Mississippi et ses affluents. En octobre 1861, il prend le commandement de l'USS Benton à Saint-Louis. Alors que la canonnière descend le fleuve, elle s’échoue sur un banc de sable. Lors de la tentative pour renflouer le navire, Winslow est grièvement blessé par un maillon de chaîne volant. Il est forcé de retourner chez lui pour récupérer. Il revient à l'été de 1862, mais Winslow se voit confier des missions relativement mineures. Mécontent et ayant contracté le paludisme, il demande à être réaffecté à d'autres fonctions.
Détaché de l’Escadre du fleuve Mississippi, Winslow retourne à son domicile à Roxbury, Massachusetts, au début de novembre 1962. Il est confiné au lit pendant un mois afin de recouvrer la santé. Le 5 décembre, les ordres arrivent lui enjoignant de rejoindre les Açores afin de prendre le commandement de l’USS Kearsarge. Deux jours plus tard, il se rend à New York pour prendre l’USS Vanderbilt (en) en direction de Faial dans les Açores. À son arrivée sur l'île à la veille de Noël, il constate que le Kearsarge a dû joindre l'Espagne pour des réparations. Winslow est forcé de rester à Fayal jusqu'au printemps. En avril 1863, il prend le commandement du Kearsarge à son retour sur l’ile.
Avec le Kearsarge, il croise entre les Açores à la recherche du navire confédéré CSS Alabama jusqu'à l'automne 1863 lorsqu’il prend la direction des eaux européennes. À Ferrol en Espagne, Winslow apprend que le CSS Florida est à Brest, en France, en cours de réparation. Winslow prend sans délai la direction de Brest afin d’empêcher le Florida de prendre la mer. Tout en se renseignant de l'avancement des travaux du Florida grâce au réseau diplomatique et d’espion américain, il longe la côte atlantique, vérifiant les rumeurs sur la présence d’autres navires Confédérés dans la zone. Il met à profit ce temps pour préparer durement son équipage au combat naval et aux tirs d’artillerie.
En janvier 1864, le Kearsarge retourne à Cadix pour refaire ses provisions et des réparations navales. Ce dernier éloigné de Brest, le Florida en profite pour prendre la mer le 18 février. À son retour, Winslow apprend la fuite du Florida et décide de prendre la direction de Calais, en France, où le CSS Rappahannock est amarré. Le 12 juin, alors qu’il est amarré dans l’Escaut près de Flessingue, Winslow reçoit un télégramme l'informant que le CSS Alabama est à Cherbourg.

### Le combat entre l'USSKearsargeet le CSSAlabama

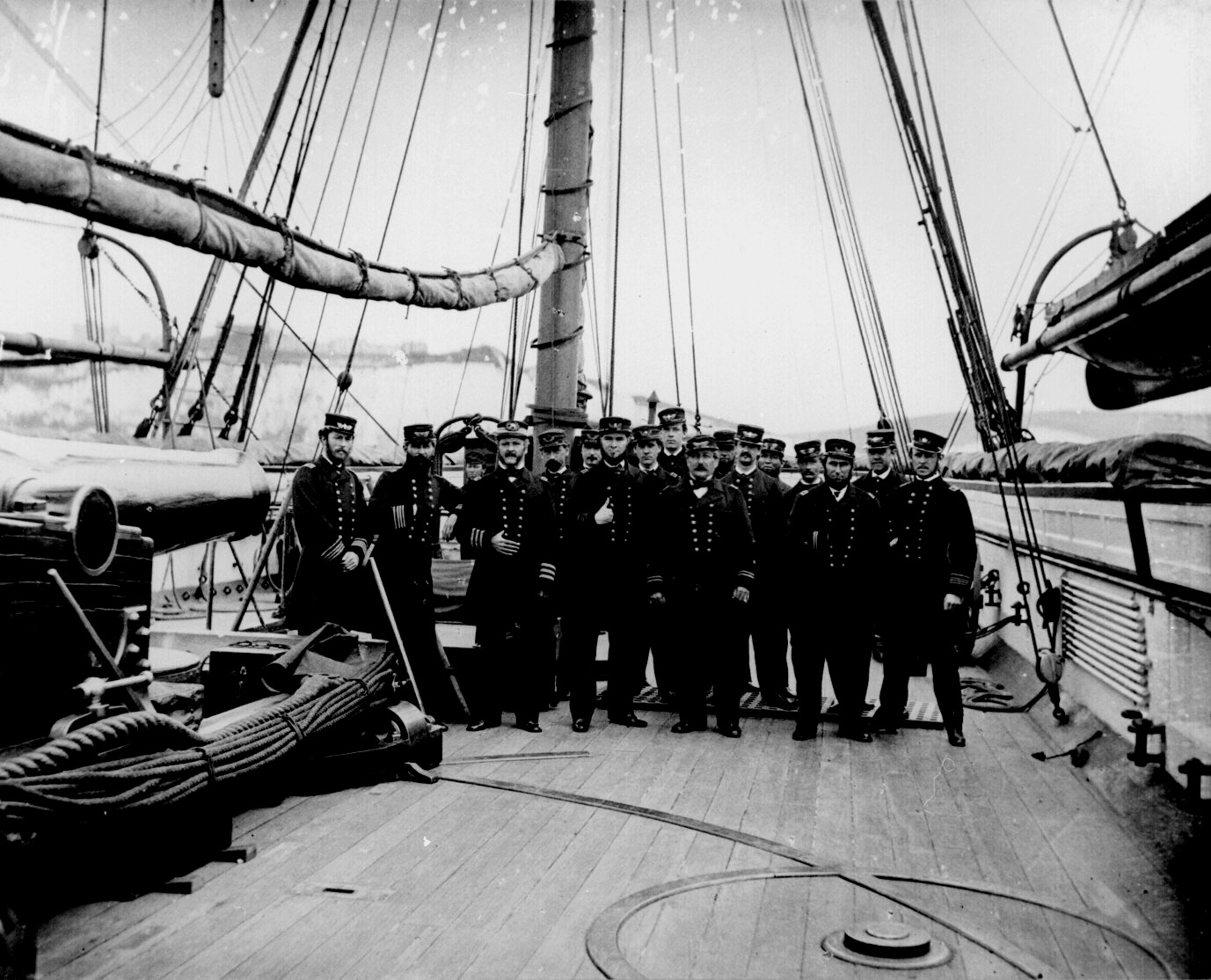
John A. Winslow (3e en partant de la gauche) et ses officiers à bord de l'USS Kearsarge après leur victoire sur le CSS Alabama en 1864.

Le capitaine Winslow arrive au large de Cherbourg le 14 juin 1864, où il retrouve le CSS Alabama qu’il bloque dans le port. L'Alabama se prépare à engager le combat, et son capitaine Raphael Semmes informe Winslow de ses intentions via le consul des États-Unis. Le dimanche 19 juin 1864, le Kearsarge est à trois miles au large de l'entrée du port lorsque l'Alabama sort, escorté hors des eaux territoriales par la Couronne. Winslow décide de suivre l'Alabama pour combattre en terrain neutre. L'armement du Kearsarge est composé de sept canons et 163 hommes, alors que l'Alabamadispose de huit canons, dont un de 100 livres Blakely rifle (en) et 149 hommes d’équipage. Par contre, le Kearsarge est un peu plus rapide et dispose d’une protection en fer dissimulée derrière sa coque en bois.
À l'approche de Winslow, l'Alabama commence à faire feu à distance d'un mile à 10 h 57. La bataille dure environ une heure et demie et tourne à l'avantage du Kearsarge. Atteint par plusieurs coups de canon sous la ligne de flottaison, l'Alabama commence à prendre l’eau. Le commandant Semmes tente alors de regagner Cherbourg, mais ses machines sont rapidement noyées. Il se résout alors à amener ses couleurs mais le bâtiment sombre rapidement.
Le Kearsage et un yacht britannique, le Deerhound participent au sauvetage. Le Deerhound sauve trente-neuf personnes, y compris le capitaine Semmes et quatorze de ses officiers, qui ont débarqué à Southampton. Le CSS Alabama compte environ quarante tués et soixante-dix marins sont faits prisonniers. Seuls trois hommes sont blessés parmi l’équipage du Kearsarge, dont l'un décède un peu plus tard. Seuls vingt-huit projectiles tirés par l’Alabama ont atteint le Kearsarge sur les 370 qui ont été tirés. Aucun d'entre eux n'a causé de dégâts vitaux au navire de l’US Navy.

## Fin de carrière et héritage
La victoire de Winslow sur le CSS Alabama lui vaut la promotion au grade de commodore, avec effet rétroactif au jour de la bataille, et les remerciements du Congrès (Thanks of Congress).
Avancé au grade de contre-amiral en 1870, Winslow prend les commandes du Pacific Squadron jusqu’en 1872. il donne l’image d’un officier solide, déterminé et courageux. Il prend sa retraite, en 1873, et décède peu de temps après à Boston. Son cercueil est drapé par le pavillon de bataille du Kearsarge et sa tombe et recouverte par une dalle de pierre issue du Mount Kearsarge (Merrimack County, New Hampshire) (en).
Deux navires de la marine des États-Unis ont été nommés USS Winslow en son honneur, l’USS Winslow (TB-5) (en) et l’USS Winslow (DD-53) (en). Un troisième navire porte le nom de Winslow pour l’honorer lui et son cousin l'amiral Cameron Winslow (en) (second fils de François Winslow (I)), le USS Winslow (DD-359) (en).